# Marcel Román
Marcel Nicolás Román Núñez (Montevideo, 7 febbraio 1988) è un calciatore uruguaiano, centrocampista svincolato.

## Caratteristiche tecniche
Centrocampista centrale per le sue caratteristiche può anche ricoprire il ruolo di esterno.

## Carriera
Esordisce nel campionato uruguagio nelle file del Danubio. Il 3 marzo 2007 disputa la sua prima partita da titolare nella vittoriosa trasferta contro il Central Español.
Il 17 maggio dello stesso anno, entrando al 79' minuto nella partita di finale contro il Peñarol, festeggia coi compagni la vittoria della Primera División Uruguaya.
Nel gennaio 2008 il giocatore passa nelle file del Peñarol in cambio di Gabriel Alcoba.
Il 20 aprile 2008 nella trasferta contro il Defensor il centrocampo del Peñarol è guidato da Román e nonostante 20 minuti in doppia inferiorità numerica i gialloneri riescono a difendere la rete segnata da Olivera portando così a casa la vittoria. La partita assieme al derby vinto successivamente contro il Nacional Montevideo dà la spinta finale per la conquista dello spareggio per il titolo contro il Club Atlético River Plate giunto a pari punti.
L'8 giugno Román e compagni superano gli avversari con un 5 a 3 aggiudicandosi il titolo di Clausura ma poi perdono le finali con il Defensor (vincitore Apertura) per quello della Primera División Uruguaya.
Con le finali Román in totale colleziona 15 presenze in 18 gare (11 da titolare).
Il 29 agosto viene ingaggiato dal Genoa.
Il 2 febbraio 2009 passa in prestito al Frosinone, dove viene aggregato alla squadra della Primavera.
Nella stagione 2009-2010 passa in prestito al Peñarol e in quella seguente all'Iraklis.
Il 20 agosto 2013 viene ingaggiato dal sodalizio italiano del Prato.

## Palmarès

### Club

#### Competizioni nazionali
- Campionato uruguaiano: 2

Danubio: Primera División Uruguaya 2007
Peñarol: Clausura 2008